# Eulogio Martínez

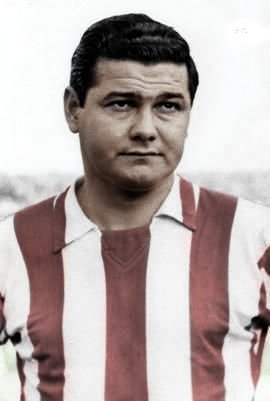
Eulogio Martínez 1965

Eulogio Martínez Ramiro (* 11. Juni 1935 in Asunción, Paraguay; † 30. September 1984 in Barcelona) war ein paraguayisch-spanischer Fußballspieler. Er absolvierte von 1959 bis 1962 acht Spiele für die spanische Fußballnationalmannschaft, in denen er sechs Tore erzielte. Mit Spanien nahm er an der Fußball-Weltmeisterschaft 1962 in Chile teil.

## Karriere
In der Jugend spielte Martínez, der im paraguayischen Asunción geboren wurde, bei Atlántida Sport Club in seiner Heimatstadt. Dort weckte er das Interesse von Club Libertad, einem der Spitzenclubs in Paraguay. Für den Verein spielte er drei Jahre von 1953 bis 1956, ehe er zum FC Barcelona wechselte. Bei der Starmannschaft um Größen wie Ladislao Kubala und Sándor Kocsis konnte sich Martínez entgegen allen Erwartungen durchsetzen und wurde schon bald eine feste Größe in Barcas Angriff. Bei Barcelona gewann Martínez, der zuvor bereits einmal die paraguayische Meisterschaft gewann, je zweimal die spanische Meisterschaft und die Copa del Rey. Am 24. September 1957 erzielte er das erste Tor im neu eröffneten Camp Nou in Barcelona. Das Spiel gegen eine polnische Auswahl gewann Barca 4:2. Beim Pokalspiel gegen Atlético Madrid erzielte Martínez beim 8:1 sieben Tore.
1962 nahm Martínez, der bereits 1954 und 1955 neun Länderspiele (4 Tore) für Paraguay bestritt, an der Weltmeisterschaft in Chile teil. Spanien war mit Stars wie Enrique Collar, Luis del Sol, Alfredo Di Stéfano und Ferenc Puskás eigentlich einer der Anwärter auf den Titel gewesen, doch wie so oft bei großen Turnieren blieben die Iberer auch 1962 hinter den Erwartungen zurück und scheiterten bereits in der Gruppenphase. Insgesamt durfte Martínez acht Mal für Spanien auflaufen. In diesen acht Spielen traf er sechs Mal das Tor des Gegners. Außerdem absolvierte er 1956 ein Spiel für Katalonien. Im Jahr der Weltmeisterschaft wechselte Martínez von Barcelona zu Elche CF, wo er in zwei Jahren 39 Spiele (7 Tore) verzeichnen konnte. 1964 wechselte er dann weiter zu Atletico Madrid, wo er jedoch in einer Saison nur auf zwei Spiele kam und deshalb weiter zu CE Europa wechselte, von wo aus er dann noch zu Calella wechselte, wo er seine Karriere beendete.

## Nach der Karriere
Nachdem Martínez 1966 seine Karriere beendet hatte, lebte er lange Zeit in Calella, einem Vorort von Barcelona. 1984 kam es zu einem schweren Autounfall, bei dem er so schwer verletzt wurde, dass er ins Koma fiel. Nach 23 Tagen im Koma verstarb Eulogio Martínez am 30. September 1984 mit nur 49 Jahren.